# اندی دریس
اندی دریس (به آلمانی: Andi Deris) خواننده گروه پاور متال آلمانی هلووین در ۱۸ اوت ۱۹۶۴ در کالسرهه آلمان به دنیا آمد. او تا به امروز در کنار فعالیت‌اش در هلووین، دو آلبوم شخصی هم منتشر کرده‌است.
دریس در ۱۵ سالگی خوانندگی را با گروه خود، پارانوید آغاز کرد. در ۱۹ سالگی او به همراه دوست دوران مدرسه‌اش، رالف میسن، که درامز می‌نوازد گروه دیگری را به نام کایمرا راه‌اندازی کرد و یک آلبوم هم ضبط کرد. در سال ۱۹۸۷ میلادی زمانی که اندی ۲۲ ساله بود او گروه دیگری را به نام پینک کریم۶۹ با همکاری دنیس وارد، کاستا زافیرو و آلفرد کفلر راه انداخت. آنها توانستند با این گروه به محبوبیتی قابل توجه دست یابند تا آنجا که توانستند با شرکت سی بی اس (امروزه این شرکت را با نام سونی میوزیک می‌شناسیم) برای ضبط و انتشار آلبوم قرارداد ببندند. گروه توانست با خوانندگی اندی ۳ آلبوم ضبط کند.

## هلووین و اجرای تک
در ۱۹۹۳ پس از اینکه مایکل کیسکه از هلووین جدا شد اندی جای وی را گرفت و همچنین درامر گروه یعنی اینگو شویتنبرگ جای خود را به اولی کوش داد. هلووین آلبوم Master of the Rings را با اعضای جدید ضبط کرد. پس از آن اندی نقش آهنگساز گروه را نیز به عهده گرفت و توانست با لحنی کلاسیک قطعات Sole Survivor ، Where The Rain Grows و The Middle Of A Heartbeat را ضبط کند. پس از ضبط آلبوم موفق هلووین یعنی «The Time of the Oath» در ۱۹۹۶، اندی به سراغ اولین آلبوم تک نفری خود رفت. در آلبوم Come in from the Rain اندی نقش خواننده و نوازنده گیتار را بر عهده داشت. در ۱۹۹۱ هلووین آلبوم بازخوانی شده Metal Jukebox را عرضه کرد و اندی در ژاپن دومین آلبوم خود را با نام Done by Mirrors منتشر ساخت.

## سبک خوانندگی
با مقایسه تاریخچه دوران خوانندگی اندی دریس، به این نتیجه می‌رسیم که سبک او در خوانندگی بسیار مهار شده‌است. او در خوانندگی خود توجه ویژه‌ای بر پاور و اصوات بالا ندارد. او جایگزین مایکل کیسکه شد و این صدای بسیاری از منتقدان را درآورد اگرچه که پس از مدتی هوادران گروه نظر خوبی نسبت به او ارائه کردند و تفاوتهای سبک خوانندگی او را در بعضی جاها شبیه سبک خوانندگی کای هانسن دانستند.